# Ramido Marinesco
Ramido Marinesco är ett drama av Carl Jonas Love Almqvist. Pjäsen utgör band V av den så kallade duodesupplagan av Törnrosens bok, och utkom 1834. Den utspelar sig till stor del på Mallorca under medeltiden (eller tidig renässans) och handlar om Ramido, son till don Juan. Dramat är närmast att betrakta som en pastisch på det spanska renässansdramat i allmänhet och Calderon i synnerhet.
Ramido Marinesco hade urpremiär på Kungliga Dramatiska Teatern 1952 i regi av Olof Thunberg med Meg Westergren, Jan Malmsjö Ulla Sjöblom, Betty Tuvén och Jane Friedmann. 1952 gav också Radioteatern pjäsen i regi av Palle Brunius med Lars Ekborg, Maj-Britt Nilsson och Gertrud Fridh. 1954 spelades den av Studentteatern i Göteborg i regi av Bo Swedberg.